# Freyr

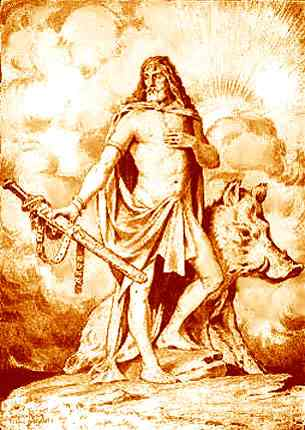
Freyr con il suo cinghiale e la sua spada. Raffigurazione del XIX secolo.

Freyr (talvolta anglicizzato Frey) è una delle più importanti divinità della mitologia norrena. Adorato come un dio della bellezza e della fecondità, Freyr «concede pace e piacere ai mortali». Egli domina sulla pioggia, sullo splendere del sole e il raccolto dei campi. Egli è figlio di Njörðr, fratello di Freyja, figliastro di Skaði. La sua sposa è Gerðr, per amore della quale cedette la sua spada a Skìrnir, oltre al cavallo (presumibilmente il suo fido Blóðughófi) capace di cavalcare attraverso le fiamme. A causa di questo dono, Freyr affronterà il Ragnarǫk con maggiore pericolo. Suo avversario sarà infatti Surtr, capo dei giganti di fuoco provenienti da Múspellsheimr, contro il quale finirà per soccombere.
Gli dèi gli diedero Álfheimr, il reame degli elfi, come un regalo di dentizione. Egli cavalca lo splendente cinghiale d'oro Gullinbursti fatto dai nani, e possiede Skíðblaðnir, la nave che ha sempre vento a favore e che, in caso di necessità, può essere ripiegata e riposta in una borsa quando non viene usata, costruita dai figli di Ivaldi. Egli ha come servi Skírnir, Byggvir e Beyla.
Freyr era soprattutto associato a Norvegia e Svezia, poiché considerato antenato della dinastia degli Ynglingar.

## Nelle fonti

### Adamo di Brema
Una delle fonti scritte più antiche sulle religioni pagane scandinave pre-cristiane è l'opera di Adamo di Brema "Gesta Hammaburgensis Ecclesiae Pontificum".

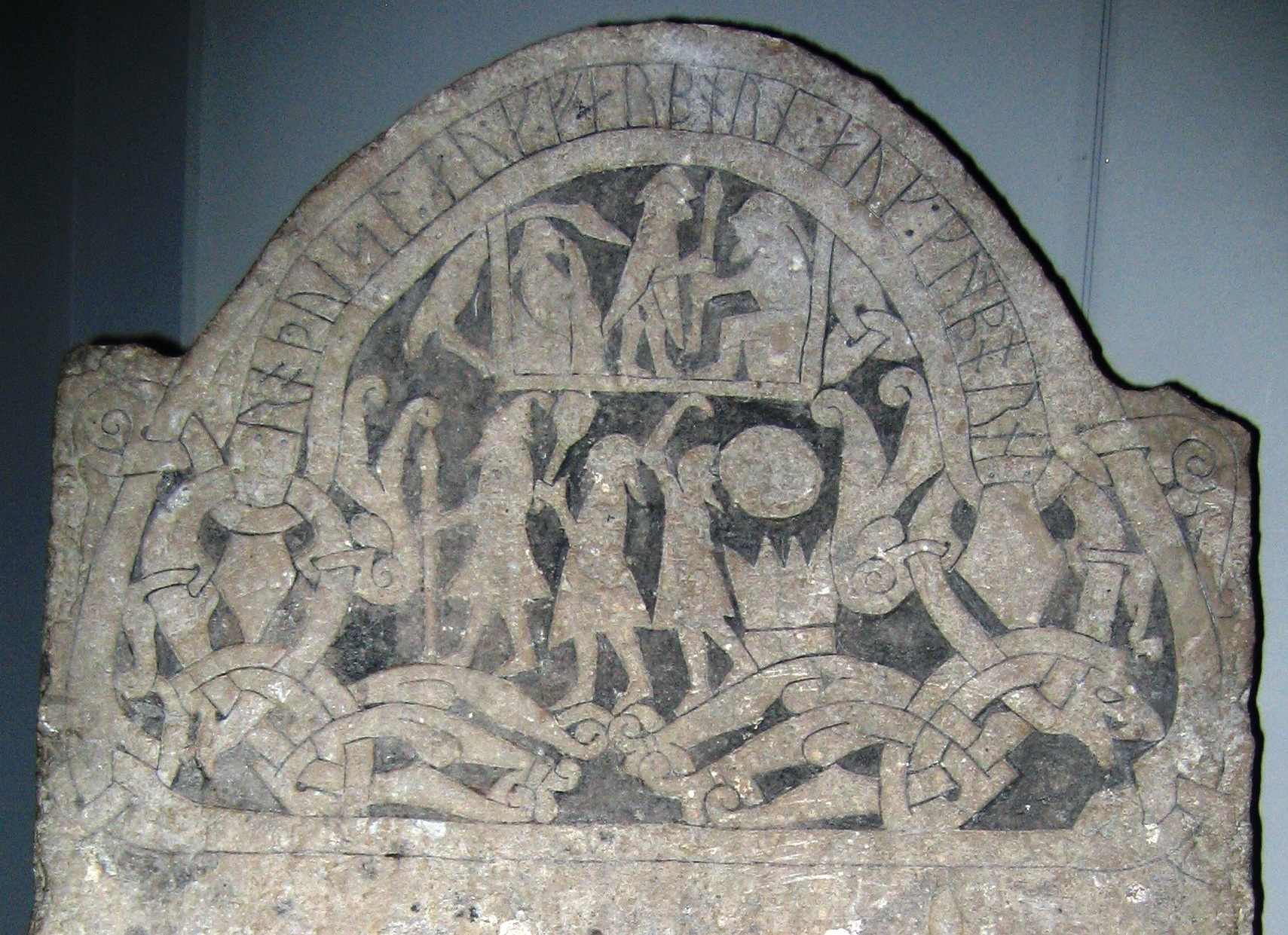
Odino, Thor e Freyr. Pietra runica G 181 di Gotland runestone. conservato al Swedish Museum of National Antiquities a Stoccolma.

Scrivendo attorno al 1080 Adamo pretese di avere accesso a informazioni di prima mano sul paganesimo ancora praticato in Svezia. Parla di Freyr con il suo nome latinizzato di "Fricco" e riporta che una sua effigie a Skara fu distrutta da un missionario cristiano. La sua descrizione del Tempio di Uppsala ci dà ulteriori dettagli sul dio.
(Adamo di Brema - Gesta Hammaburgensis Ecclesiae Pontificum XXVI)
Successivamente nel resoconto, Adamo afferma che quando viene celebrato un matrimonio, si fa una libagione col vino al simulacro del dio Fricco. Questa associazione del dio con i matrimoni, sicuramente lo identifica come dio della fertilità.
Gli storici sono divisi sull'affidabilità del resoconto di Adamo. Poiché racconta eventi a lui contemporanei, Adamo enfatizza volontariamente il ruolo dell'Arcidiocesi di Brema nella cristianizzazione della Scandinavia. Il periodo di tempo della cristianizzazione della Svezia si scontra con altre fonti, come le iscrizioni runiche, e prove archeologiche non confermano l'esistenza di un grande tempio a Uppsala. D'altra parte l'esistenza di idoli fallici è stata confermata nel 1904 con un ritrovamento a Rällinge nel Södermanland.

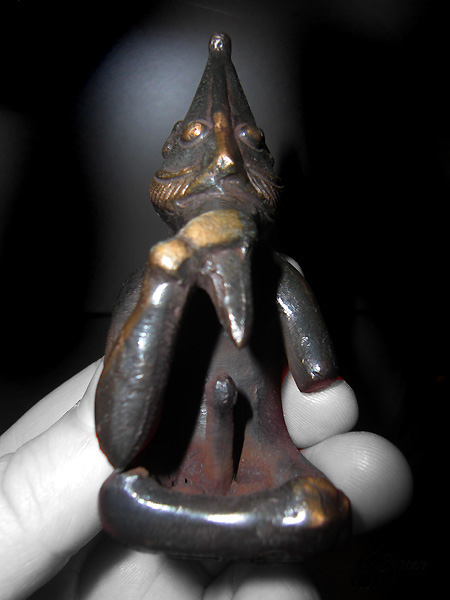
Statuetta di Freyr rinvenuta nel 1904 a Rallinge, nel Södermanland.

### Nell'Edda in prosa
Quando Snorri Sturluson stava scrivendo in Islanda nel XIII secolo, gli antichi dèi pagani erano ancora ricordati, benché non esistesse più un culto da circa alcuni secoli.
Nella prima parte della sua Edda in prosa, il Gylfaginning, Snorri introduce Freyr come uno degli dèi maggiori.
(Snorri Sturluson - Edda in prosa - Gylfaginning XXIV)
Questa descrizione ha somiglianze con il racconto di Adamo di Brema, ma le differenze sono interessanti. Adamo assegna il controllo delle condizioni meteorologiche a Thor, mentre Snorri afferma che è il dio Freyr ad avere potere in questo campo. Snorri inoltre omette riferimenti sessuali espliciti nella sua descrizione di Freyr.
Queste discrepanze possono essere spiegate in molti modi: è possibile che gli dèi della mitologia norrena non avessero gli stessi ruoli sia nel paganesimo svedese che in quello islandese, ma bisogna senza dubbio ricordare che Adamo e Snorri scrivevano con intenti completamente differenti. Adamo molto probabilmente era più intenzionato a stupire i lettori con storie oscene dal paganesimo, mentre Snorri tratta la mitologia con l'intenzione di intrattenere il suo pubblico. Sia Adamo che Snorri però potrebbero aver avuto informazioni distorte.
L'unico mito su Freyr trattato ampiamente nell'Edda in prosa riguarda la storia del suo matrimonio:
(Snorri Sturluson - Edda in prosa - Gylfaginning - XXXVII)
La donna è Gerðr, una gigantessa bellissima. Freyr immediatamente s'innamora di lei e diventa depresso e taciturno. Dopo aver meditato per un po' di tempo, chiama il suo fido Skírnir e gli racconta la storia, aggiungendo che probabilmente morirà se non potrà averla. Allora chiede al suo servo di andare da lei e corteggiarla in nome suo.
(Snorri Sturluson - Edda in prosa - Gylfaginning XXXVII)
La perdita della spada di Freyr ha pesanti conseguenze: inizialmente quando deve affrontare il gigante Beli senza la sua arma, lo vince usando un paio di corna di cervo. Ma la conseguenza più rilevante si ha quando, nei Ragnarǫk, dovrà combattere contro il gigante del fuoco Surtr, e perderà proprio perché sprovvisto della sua magica arma.

### Nell'Edda poetica

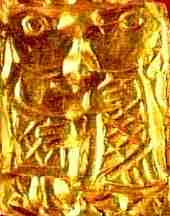
Molte placche d'oro Scandinave sono credute rappresentare l'incontro fra Freyr e Gerðr.

Freyr è menzionato in molti dei poemi dell'Edda poetica.

#### Völuspá
Nella Vǫluspá ("la profezia della veggente"), il poema eddico più conosciuto, descrive così il confronto fra Freyr e Surtr durante i Ragnarök:
með sviga lævi,

skínn af sverði

sól valtíva;

griótbiörg gnata,

en gífr rata,

troða halir helveg,

en himinn klofnar.

Þá kømr Hlínar

harmr annarr framm,

es Óðinn ferr

við ulf vega,

en bani Belia

biartr at Surti;

þá mun Friggiar

falla angan.»
col veleno dei rami.

Il sole splende

sulla spada degli dèi guerrieri.

Le rocce si fendono,

si accasciano gigantesse:

gli uomini prendono la via degli inferi,

il cielo si schianta.

Ecco viene a Hlín

un altro dolore,

quando Odino viene

a combattere col lupo,
e l'uccisore di Beli

splendente contro Surtr;

allora di Frigg

la gioia cadrà.»
(Edda poetica - Völuspá - Profezia della Veggente)

#### Grímnismál
il Grímnismál, un poema eddico che consiste di informazioni varie sugli dèi, cita Freyr così:
þar er Ullr hefir

sér um görva sali.

Álfheim Frey

gáfo i árdaga

tívar at tannfé.»
il luogo dove Ullr ha

costruito per sé una corte.

Álfaheimr a Freyr

donarono in principio

gli dèi per il suo primo dente.»
(Edda poetica - Grímnismál - Il discorso di Grímnir  V)
Il fatto che l'Álfheimr sia un regalo fatto dagli dèi a Freyr in occasione del suo primo dente, e che Álfheimr significhi "Mondo degli elfi", è un indizio importante per le connessioni fra i Vanir e gli elfi.

#### Lokasenna
Nel poema Lokasenna, Loki accusa gli altri dèi per il loro comportamento. Accusa i Vanir di incesto, affermando che Njörðr ebbe Freyr con sua sorella. Asserisce inoltre che gli dèi hanno scoperto Freyr e Freyja mentre avevano rapporti sessuali. Il dio Týr parla in difesa di Freyr così:
allra ballriða

ása görðum í;

mey hann né grætir

né manns konu

ok leysir ór höftum hvern.»
di tutti gli dèi esaltati

nella corte degli Æsir

non fa piangere nessuna ragazza,

nessuna moglie di uomo,

e scioglie tutto dai legami.»
(Edda poetica - Lokasenna XXXVII)
Nella Lokasenna si aggiunge inoltre che Freyr ha due servi chiamati Byggvir e Beyla. Sembrano che siano stati associati con la preparazione del pane.

#### Skírnismál
La corte di Freyr a Gerðr è trattata ampiamente nel poema eddico Skírnismál.

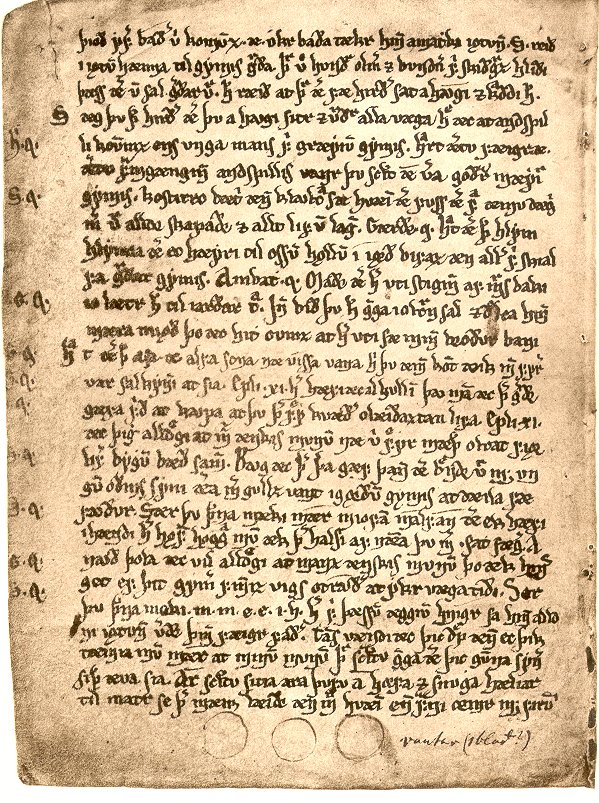
AM 748 I 4to, uno dei due manoscritti che conservano lo Skírnismál, ha note a margine che indicano chi parla in ogni verso. Alcuni studiosi pensano che questo possa essere un indizio sull'origine dell'opera, che potrebbe essere stata concepita per essere recitata a teatro.

Freyr è depresso dopo aver visto Gerðr. Njörðr e Skaði chiedono a Skírnir di andargli a parlare. Freyr rivela allora la causa del suo dispiacere e chiede al suo servo di andare nello Jǫtunheimr per corteggiare Gerðr in sua vece e gli dà il suo cavallo e la sua spada per l'avventura.
Ecco un breve passo dell'opera:

"Mar ek þér þann gef

er þik um myrkvan berr

visan vafrloga,

ok þat sverð

er siálft mun vegaz,

ef sá er horskr er hefir."»

"Il cavallo ti consegno

che per l'oscura ti porti

guizzante fiamma famosa,

e questa spada

che da sé combatterà

se chi la tiene è accorto."»
(Edda poetica - Skírnismál - Il discorso di Skírnir IX)
- Il testo integrale dello Skírnismál su Bifrost.it, su bifrost.it.

## Poesia scaldica
Freyr è citato molte volte nella poesia scaldica. Nell'Húsdrápa si dice che cavalcasse il suo cinghiale al funerale di Baldr
böðfróðr sonar Óðins

Freyr ok folkum stýrir

fyrstr enum golli byrsta.»
First on the golden-bristled

Barrow-boar to the bale-fire

Of Baldr, and leads the people.»
(Húsdrápa)
In un poema di Egill Skalla-Grímsson, Freyr è invocato insieme a Njörðr per guidare Erik I di Norvegia dalla Norvegia. Il medesimo scaldo menziona nell'Arinbjarnarkviða che il suo amico è stato benedetto dai due dèi.
of gæddan hefr

Freyr ok Njörðr

at féar afli.»
hanno donato

rock-bear

with wealth's force.»
(Egill Skalla-Grímsson - Arinbjarnarkviða)
Nel Nafnaþulur si racconta che Freyr cavalcava Blóðughófi (Zoccolo insanguinato).
Il nome di Freyr è spesso ricorrente, come quello degli altri dèi, in alcune kenning sui guerrieri.

### Saga degli Ynglingar
Snorri Sturluson racconta la sua storia epica dell'origine dei re di Norvegia nella sua Saga degli Ynglingar, un evemeristico resoconto degli dèi norreni. Qui Odino e gli Æsir sono uomini originari dell'Asia che ottengono i loro poteri sovrannaturali attraverso il valore guadagnato in battaglia. Ma quando Odino attacca i Vanir, si accorge di essere andato troppo oltre le sue potenzialità, e la pace viene negoziata dopo una lunga e lacerante guerra. Sono scambiati ostaggi per siglare definitivamente l'accordo, così i Vanir mandano Freyr e Njörðr dagli Æsir. A questo punto la saga, come la Lokasenna, cita di come l'incesto fosse praticato tra i Vanir:
(Snorri Sturluson - Saga degli Ynglingar IV)
Odino rende Njörðr e Freyr sacerdoti dei sacrifici e diventano guide molto influenti. Odino parte alla conquista del Nord e si stabilisce in Svezia, dove regna come un sovrano, riscuote le tasse e offre sacrifici. Dopo la morte di Odino, Njörðr gli succede. Durante il suo regno c'è pace e i raccolti sono buoni e gli svedesi credono che sia Njörðr a controllare queste cose, finché egli non si ammala e muore.
(Snorri Sturluson - Saga degli Ynglingar XII)

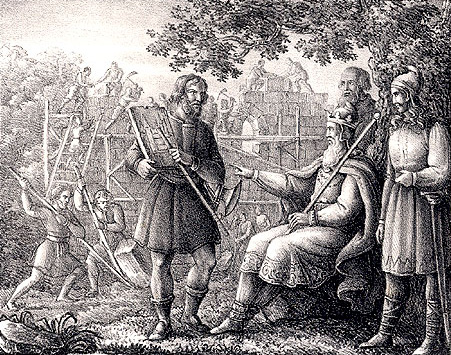
Yngvi-Freyr costruisce il Tempio di Uppsala in questo lavoro dei primi del XX secolo di Hugo Hamilton.

Freyr ebbe un figlio chiamato Fjölnir, che gli successe nel trono e regnò nel seguente periodo di prosperità. I discendenti di Fjölnir sono descritti nell'Ynglingatal, che descrive i re mitologici della Svezia.

### Gesta Danorum
Il danese Gesta Danorum descrive Freyr con il name di Frø, come "viceré degli dèi".
(Gesta Danorum - III)
Che Freyr avesse un culto a Uppsala, è confermato in molte altre fonti. Il riferimento in un cambio di abitudini rituali può riflettere la memoria storica. Ci sono prove archeologiche di un aumento nel numero dei sacrifici umani nella tarda età vichinga, benché, fra le divinità norrene, la maggior parte di essi sono collegati a Odino. Un altro rimando a Frø e i sacrifici si può trovare in un passo precedente dell'opera, dove è collegato all'inizio di un blót annuale per lui. Il re Hadingus è maledetto dopo aver ucciso una creatura divina ed espia il suo peccato con un sacrificio.

## Yngvi
Sembra che Yngvi, Ingui o Ing sia l'antico nome di Freyr (quest'ultimo sarebbe solo un epiteto con il significato di "signore").
Una strofa del poema runico anglosassone del XII secolo afferma:
Questo può riferirsi al culto di Ingui nelle aree tribali che Tacito descrive nel suo "De origine et situ Germanorum" come popolate dalle tribù Inguieonniche. Uno storico danese successivo elenca Ungui come uno dei tre fratelli dal quale discendono le tribù danesi. La strofa afferma anche che: «allora [Ingui] tornò indietro sulle onde, il suo carro dietro di lui». Questo può collegare Ingui a una delle prime concezioni di pionierismo di Nerthus, e una delle ultime dei viaggi di Freyr.
Ingui è citato anche in altre opere della letteratura anglosassone sotto altri nomi, nel Beowulf, ad esempio, i re vengono descritti con l'epiteto di "capo degli amici di Ing".
La dinastia reale svedese fu quella degli Ynglingar, poiché discendono da Yngvi-Freyr. Questa tesi è avallata da Tacito, che afferma sui Germani: "Nelle loro antiche canzoni, il loro unico metodo di ricordare il passato, venerano il dio "Tuisco" e il suo figlio "Mannus", come progenitori della loro stirpe. Stabiliscono che Mannus ebbe tre figli, dal nome dei quali, sono chiamate le tribù della costa Ingaevoni; quelli dell'entroterra Herminoni e gli altri Istaevoni.

## Nella letteratura moderna
Nella saga letteraria Magnus Chase e gli dei di Asgard di Rick Riordan Freyr è il padre del protagonista.

## Similitudini con i Santi cristiani

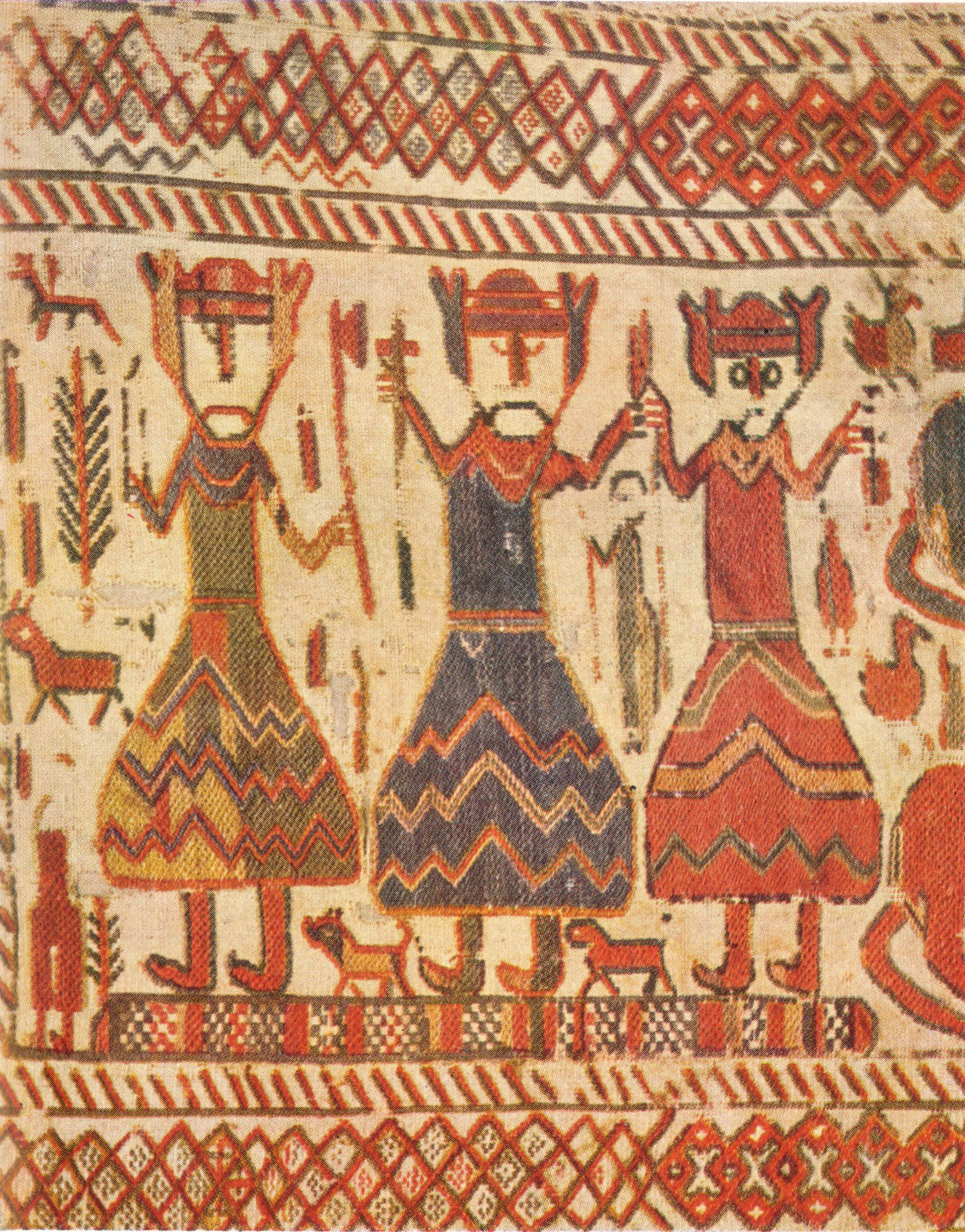
Si pensa che questo particolare di una tappezzeria svedese del XII secolo rappresenti (da sinistra a destra), Odino senza un occhio, Thor e il suo martello e Freyr con una spiga di grano. Altri affermano che questi sono Olaf II di Norvegia, San Canuto e Sant'Erik.

Nel cattolicesimo molti santi hanno capacità e riti simili a quelli di Freyr. In alcune aree dell'Europa occidentale, San Biagio era riconosciuto come il patrono degli agricoltori. La benedizione del grano prima della semina era associata a lui e celebrata nel giorno del patrono, il 3 febbraio, con una processione. Durante questa, un uomo che rappresentava il santo veniva trasportato su un carro attraverso la campagna. In alcuni villaggi San Biagio era considerato il patrono della fertilità e alcune donne che volevano sposarsi pregavano davanti alla sua statua.
In Scandinavia e in Inghilterra, Santo Stefano può avere ereditato qualcosa da Freyr. Il suo giorno è il 26 dicembre e così prese parte nelle celebrazioni di quel periodo che in precedenza erano associate a Freyr. Nell'antica arte svedese, Stefano è talvolta dipinto mentre gestisce i cavalli e porta la testa di un cinghiale al banchetto.
Un altro santo con una possibile connessione con Freyr è Sant'Erik, che visse nel XII secolo. Gli agricoltori pregavano Sant'Erik per avere un buon raccolto e per la pace. Se per caso capitava un anno di carestia, gli offrivano una spiga di grano d'argento, o donavano cavalli alla chiesa. Il 18 maggio, giorno del patrono, le sue reliquie venivano portate in un carro da Uppsala a Gamla Uppsala. Il culto di Sant'Erik fu l'unico ad essere permesso dopo la riforma.